# كليل (أصفهان)
كليل هي قرية في مقاطعة أصفهان، إيران. يقدر عدد سكانها بـ 33 نسمة بحسب إحصاء 2016.